# عباس أنصاريفرد
عباس أنصاريفرد (بالفارسية: عباس انصاری‌فرد) هو لاعب كرة قدم إيراني، ولد في 25 أبريل 1956 في طهران في إيران، وتوفي في 8 سبتمبر 2021.